# Mistrzostwa Europy w Łucznictwie 1972
3. Mistrzostwa Europy w łucznictwie odbyły się w dniach 22 - 23 lipca 1972 w Walferdange w Luksemburgu. 
Polska wywalczyła jeden medal - wicemistrzyniami kontynentu została drużyna kobiet w składzie Maria Mączyńska, Maria Palczak, Bogumiła Bielas.

## Medaliści

### Strzelanie z łuku klasycznego
| Konkurencja:           | Złoto:                                                      | Srebro:                                                    | Brąz:                                                                |
| indywidualnie kobiet   | Ketewan Losaberidze                                         | Ałła Pieunowa                                              | Anna-Lisa Berglund                                                   |
| indywidualnie mężczyzn | Gunnar Jervill                                              | Arne Jacobsen                                              | Olavi Laurilla                                                       |
| drużynowo kobiet       | ZSRR · Ketewan Losaberidze · Ałła Pieunowa · Emma Gapczenko | Polska · Maria Mączyńska · Maria Palczak · Bogumiła Bielas | Szwecja · Anna-Lisa Berglund · Johansson · Irma Danielsson           |
| drużynowo mężczyzn     | Szwecja · Gunnar Jervill · Olle Boström · Rolf Svensson     | Finlandia · Olavi Laurila · Jukka Inkeri · Jorma Sandelin  | Szwajcaria · Jakob Wolfensberger · Schoenberg · Jean-Pierre Héritier |

## Klasyfikacja medalowa
| Lp. | Państwo    | Złoto | Srebro | Brąz | Razem |
| 1.  | ZSRR       | 2     | 1      | 0    | 3     |
| 2.  | Szwecja    | 2     | 0      | 2    | 4     |
| 3.  | Finlandia  | 0     | 1      | 1    | 2     |
| 4.  | Dania      | 0     | 1      | 0    | 1     |
| 4.  | Polska     | 0     | 1      | 0    | 1     |
| 6.  | Szwajcaria | 0     | 0      | 1    | 1     |